# Mambo (taniec)
Mambo – taniec towarzyski pochodzący z Kuby, w metrum parzystym. Ukształtował się w latach 30. XX wieku.
To fuzja swingu i muzyki kubańskiej stworzyła rytm, który był początkiem mambo. Szczyty popularności tego tańca to lata 40. oraz część lat 50. XX stulecia. Potem cha-cha wyparła ten taniec z salonów i stracił on popularność. Obecnie mambo znowu zyskuje sobie zwolenników dzięki takim filmom, jak Dirty Dancing czy Dirty Dancing 2 ( Havana Nights ). Aktualnie pod nazwą „mambo” rozumie się przede wszystkim salsę w stylu New York. Mambo jest podobne do samby w krokach i akcji. Jest jednak bardziej „miękkie”.